# Mihaela Toader
Mihaela Virginia Toader est une femme politique roumaine.

## Carrière
Elle est diplômée de la faculté de droit de l'université Nicolae Titulescu en 2002 et obtient un master en espace public européen à l'École nationale d'études politiques et administratives en 2005. Elle est conseillère aux Affaires européennes pour le Secrétariat général du gouvernement roumain de 2003 à 2008 et directrice du département de la fonction publique pour ce même Secrétariat général de 2008 à 2013. Elle devient directrice de l'unité d'analyse, de programmation et d'évaluation du Ministère des Fonds Européens en mars 2013.
Elle est ministre déléguée aux Fonds européens du 4 janvier 2017 au 23 février  dans le gouvernement Grindeanu.